# Liste der Kulturdenkmäler in Daxweiler
In der Liste der Kulturdenkmäler in Daxweiler sind alle Kulturdenkmäler der rheinland-pfälzischen Ortsgemeinde Daxweiler aufgeführt. Grundlage ist die Denkmalliste des Landes Rheinland-Pfalz (Stand: 2. August 2023).

## Einzeldenkmäler
| Bezeichnung                          | Lage                                                   | Baujahr                           | Beschreibung | Bild                                    |
| ------------------------------------ | ------------------------------------------------------ | --------------------------------- | --- | --------------------------------------- |
| Brunnen                              | Binger Straße, bei Nr. 8 Lage                          | 1900                              | gusseiserner Laufbrunnen, bezeichnet 1900, Stromberger Neuhütte | weitere Bilder Fotos hochladen          |
| Grabmäler                            | Heimbacher Straße, auf dem Friedhof Lage               | Ende des 19. und 20. Jahrhundert  | neugotisches Sandstein-Kruzifix, Ende des 19. Jahrhunderts; zwei Priestergrabmäler, 1922 und 1926 | weitere Bilder Fotos hochladen          |
| Hofanlage                            | Ingelheimer Straße 15 Lage                             | um 1800                           | Dreiseithof; Fachwerkhaus, verputzt, Scheune, Krüppelwalmdachbauten, um 1800 | Fotos hochladen                         |
| Brunnen                              | Ingelheimer Straße, bei Nr. 15 Lage                    | 1871                              | gusseiserner Laufbrunnen, bezeichnet Stromberger Neuhütte 1871 | weitere Bilder Fotos hochladen          |
| Katholische Pfarrkirche Maria Geburt | Stromberger Straße Lage                                | 12. oder 13. Jahrhundert          | dreischiffige neuspätgotische Stufenhalle, 1894/95, Architekten Carl Rüdell und Richard Odenthal, spätgotischer Chor, 1484, Turm im Kern romanisch, 12. oder 13. Jahrhundert, spätgotische Veränderungen, neugotische Aufstockung | weitere Bilder Fotos hochladen          |
| Katholisches Pfarrhaus               | Stromberger Straße 14 Lage                             | Ende des 19. Jahrhunderts         | gründerzeitlicher Klinkerbau, Wandnische mit Marienfigur, Ende des 19. Jahrhunderts | weitere Bilder Fotos hochladen          |
| Katholische Kapelle                  | Stromberger Straße, bei Nr. 14 Lage                    | 1892                              | neugotischer Klinkerbau, Kreuzdach, bezeichnet 1892 | weitere Bilder Fotos hochladen          |
| Hofanlage                            | Stromberger Straße 18 Lage                             | erste Hälfte des 18. Jahrhunderts | barockes Fachwerkhaus, teilweise massiv, erste Hälfte des 18. Jahrhunderts, Scheune, teilweise Fachwerk, im Kern aus dem 18. oder vom Anfang des 19. Jahrhunderts                                                                 | Fotos hochladen                         |
| Stromberger Neuhütte                 | westlich des Ortes an der L 214 Lage                   | 18. Jahrhundert                   | ehemalige Eisenhütte; barockes Herrenhaus, im Kern aus dem 18. Jahrhundert; klassizistische Produktions-, Lager- und Verwaltungsgebäude, Bruchstein, zwischen 1830 und 1860; Fabrikantenvilla, um 1900                            | weitere Bilder Fotos hochladen          |
| Grenzstein                           | östlich des Ortes an der Gemarkungsgrenze zu Warmsroth | 1781                              | Grenzstein, 1781 | Direkt Bild zu diesem Denkmal hochladen |

## Ehemalige Kulturdenkmäler
| Bezeichnung | Lage                       | Baujahr         | Beschreibung                                                                           | Bild                           |
| ----------- | -------------------------- | --------------- | -------------------------------------------------------------------------------------- | ------------------------------ |
| Hofanlage   | Ingelheimer Straße 11 Lage | 18. Jahrhundert | barocke Einfirstanlage, teilweise Fachwerk, 18. Jahrhundert; aus Denkmalliste gelöscht | weitere Bilder Fotos hochladen |